# Spoorlijn Liart - Tournes
De Spoorlijn Liart - Tournes is een Franse spoorlijn van Liart naar Tournes. De lijn is 23,4 km lang en heeft als lijnnummer 222 000.

## Geschiedenis
De lijn werd aangelegd door de Compagnie des chemins de fer de l'Est en geopend op 20 december 1906. De spoorlijn is onderdeel van de belangrijke vervoersas tussen Duinkerke en Bazel.

## Treindiensten
De SNCF verzorgt het personenvervoer op dit traject met TER treinen.
| Serie | Treinsoort | Route                                                                                      | Bijzonderheden |
| ----- | ---------- | ------------------------------------------------------------------------------------------ | -------------- |
| K 61  | TER (SNCF) | Lille-Flandres – Orchies – Valenciennes – Aulnoye-Aymeries – Hirson – Charleville-Mézières |                |

## Aansluitingen
In de volgende plaatsen is of was er een aansluiting op de volgende spoorlijnen:
Liart
RFN 212 000, spoorlijn tussen Hirson en Amagne-Lucquy
RFN 228 000, spoorlijn tussen Laon en Liart
lijn tussen Romery en Liart
Tournes
RFN 221 000, spoorlijn tussen Tournes en Auvillers
RFN 223 000, spoorlijn tussen Charleville-Mézières en Hirson

## Elektrische tractie
De lijn werd in 1954 geëlektrificeerd met een spanning van 25.000 volt 50 Hz. 